# Rupert Goold
Rupert Goold (ur. 18 lutego 1972 w Londynie) – brytyjski reżyser teatralny i filmowy. Autor spektakli w londyńskim Almeida Theatre. W latach 2005–2013 dyrektor artystyczny w Headlong Theatre Company. W 2017 roku otrzymał Krzyż Komandorski Orderu Imperium Brytyjskiego za zasługi dla dramatu.

## Początki kariery
Rupert Goold urodził się w dzielnicy Highgate w Anglii, na przedmieściach północnego Londynu. Ojciec Ruperta był konsultantem ds. zarządzania, natomiast mama była autorką książek dla dzieci. Uczęszczał do niezależnego Uniwersytetu College School, a w roku 1994 ukończył Trinity College w Cambridge.  W późniejszych latach studiował na New York University, gdzie uczestniczył w Programie Fulbright. W roku 1995 otrzymał stanowisko stażysty dyrektora teatralnego w Donmar Warehouse. W tym czasie asystował przy produkcjach takich  jak "Art" oraz "Speed the Plough w West End".

## Kariera
W latach 1996–1997 współpracował z Salisbury Playhouse (teatr w Anglii). W latach 2000–2005 Rupert Goold był dyrektorem artystycznym w „Royal and Derngate Theatres” w Northampton w Anglii. W maju 2007 roku Goold wyreżyserował Makbeta w uznanej wystawie Minerva Studio Macbeth podczas  festiwalu teatralnego Chichester. We wrześniu 2007 roku produkcja została przeniesiona do Gielgud Theatre w Londynie, a następnie na Brooklyn Academy w Nowym Jorku. W 2007 roku na ceremonii Evening Standard Theatre Awards, sztuka Makbet otrzymała dwie nagrody: za najlepszego aktora za grę Patricka Stewarta, oraz nagrodę Sydeny Edwards dla najlepszego reżysera. W 2008 roku Goold otrzymał Nagrodę Oliviera dla najlepszego reżysera, dzięki wyreżyserowaniu sztuki „Makbet”.
W 2008 roku Goold wyreżyserował brytyjską premier „The Last Days od Judas Iscariot” oraz radykalną reinterpretację powieści „Pirandello's Six Characters in Search of an Author”.
W 2009 roku Goold wyreżyserował sztukę cieszącą się dużym uznaniem o tytule „West End revival of Lionel Bart's Oliver”. Wyprodukowany przez Camerona Mackintosha. Sztuka była nominowana do trzech nagród Oliviera.
Dodatkowo w 2009 roku wyreżyserował „Shakespeare's King Lear” w Young Vic. Goold był zafascynowany faktem, że w latach 70 w północnej Anglii Wielka Brytania znosiła prawa kobiet. W związku z tym podszedł do spektaklu z zupełnie innym spojrzeniem, w wyniku czego produkcja otrzymała mieszane recenzje. W 2009 roku ponownie zdobył nagrodę dla najlepszego reżysera na Evening Standard Awards dla ENRON.
Od 2010 r. Goold był zastępcą dyrektora w Royal Shakespeare Company. W tym samym roku wyreżyserował telewizyjną wersję Makbeta w BBC4, używając sowieckich mundurów oraz broni.
Jego dorobek operowy obejmuje produkcje na Batignano Opera Festival i Garsington.
W 2019 roku wyreżyserował pierwszy biograficzny musical pod tytułem „Judy”, który otrzymał nagrodę Złotego Globa za najlepszą aktorkę w dramacie za gre aktorską Renée Zellweger oraz 20 nominacji.

## Produkcje sceniczne
Reżyserował:
- Travels with My Aunt (1997, Salisbury Playhouse / UK tour)
- The End of the Affair (1997, Salisbury Playhouse / Bridewell Theatre)
- Romeo and Juliet (1998, UK tour)
- Dancing at Lughnasa (1998, Salisbury Playhouse)
- Summer Lightning (1998, Salisbury Playhouse)
- Habeas Corpus (1999, Salisbury Playhouse)
- The Colonel Bird (1999, Gate Theatre)
- Broken Glass (1999, Salisbury Playhouse/ Watford Palace Theatre)
- Gone To LA (2000, Hampstead Theatre)
- Privates on Parade (2001, New Vic Theatre)
- Scaramouche Jones (2001, international tour)
- The Wind in the Willows (2001, Birmingham Rep)
- Arcadia (2002, Northampton)
- Betrayal (2002, Northampton)
- Waiting for Godot/ The Weir (2003, Northampton)
- Sunday Father (2003, Hampstead Theatre)
- Othello (2003, Northampton/ Greenwich Theatre)
- Insignificance (2004, Northampton)
- Summer Lightning (2004, Northampton)
- Hamlet (2005, Northampton)
- Speaking Like Magpies (2005, RSC)
- The Tempest (2006, RSC)
- Restoration (2006, Headlong/ Bristol Old Vic: UK tour)
- Faustus (2006, Headlong/ Hampstead Theatre)
- The Glass Menagerie (2007, Apollo Theatre)
- Macbeth (2007, Chichester Festival Theatre/ West End/ NYC)
- Rough Crossings (2007, Headlong: Lyric Hammersmith/ Birmingham Rep, Liverpool Everyman/ WYP)
- The Last Days of Judas Iscariot (2008, Headlong: Almeida Theatre)
- Six Characters in Search of an Author (2008, Headlong: Chichester / West End)
- No Man's Land (2008, Gate Theatre, Dublin/West End)
- King Lear (2008, Headlong: Liverpool Everyman/Young Vic)
- Oliver! (2009, Theatre Royal Drury Lane)
- ENRON (2009, Minerva Theatre / Royal Court Theatre)
- Romeo and Juliet (2010, RSC)
- Earthquakes in London (2010, National Theatre)
- The Merchant of Venice (2011 RSC; 2014 Almeida Theatre)[7]
- Decade (2011, Headlong)
- The Effect (2012, National Theatre)
- American Psycho: A new musical thriller (2013, Almeida Theatre)
- King Charles III (2014, Almeida Theatre)
- Made in Dagenham (2014, Adelphi Theatre)
- Medea (2015, Almeida Theatre)
- Richard III (2016, Almeida Theatre)
- Albion (2017, Almeida Theatre)[1]
- Ink (2017, Almeida Theatre / Duke of York's Theatre; 2019, Samuel J. Friedman Theatre)
- Shipwreck (2019, Almeida Theatre)

## Film i telewizja
- Macbeth (TV, 2010)
- Richard II (TV, 2012)
- True Story (2015)
- King Charles III (TV, 2017)
- Judy (2019)